# Jacques Brunschwig
Jacques Brunschwig (Parigi, 27 aprile 1929 – Antony, 16 aprile 2010) è stato un filologo, storico della filosofia antica francese.

## Opere
- Études sur les philosophies hellénistiques : épicurisme, stoïcisme, scepticisme, Paris, Presses universitaires de France, « Épiméthée », 1995
- Papers in Hellenistic Philosophy, Cambridge, Cambridge University Press, 1994
- con  Geoffrey Lloyd, e la collaborazione di Pierre Pellegrin, Le Savoir grec : dictionnaire critique, préface de Michel Serres, Paris, Flammarion, 1996; edizione italiana Il sapere greco. Dizionario critico, 2 voll., Torino, Einaudi.